# Sierra La Concordia (Saltillo)
La sierra La Concordia es sierra en los municipios de Saltillo y General Cepeda, estado de Coahuila, México. La cima es llamada cerro El Jabalín y alcanza los 3462 metros sobre el nivel del mar, con 1,340 metros de prominencia, es el punto más alto del municipio de Saltillo, la cresta tiene aproximadamente 17 km de longitud, la sierra está rodeada por Sierra La Gloria (General Cepeda) y sierra Catana, y de ella surge el arroyo Patos.